# Adila Khanum
Adila Khanum ou Khadija Adila (1879 - juillet 1929) est une femme turque qui est la troisième épouse de Hussein ben Ali, chérif de La Mecque puis roi du Hedjaz entre 1916 et 1924 et calife à partir de 1924.

## Biographie
Adila Khanum naît à Constantinople en 1879. Elle est une fille de Salah Bey et petite-fille de Mustafa Rashid Pacha, autrefois grand vizir de l'Empire ottoman,.  
En 1895, elle épouse Hussein ben Ali alors qu'il est tenu comme captif à Constantinople.  Elle est la troisième et dernière épouse de Hussein ben Ali. Ils ont deux enfants : le prince Zeid et la princesse Sara. Leur fils, le prince Zeid, épouse l'artiste turque Fahrunissa Zeid. 
Grâce au père d'Adila Khanum, Hussein ben Ali développe des relations étroites avec les principales figures du Parti Union et Progrès pendant sa captivité à Constantinople jusqu'en 1908, date à laquelle il est nommé Chérif de La Mecque. Adila Khanum accompagne son mari en exil à Chypre en 1925 avec la princesse Sara et la princesse Saliha, les filles de Hussein ben Ali avec sa seconde épouse, Mediha. Elle meurt à 50 ans à Larnaca, Chypre, en juillet 1929 et est enterrée au Hala Sultan Tekke. Après sa mort, la santé mentale et physique de Hussein ben Ali se détériore et il meurt en 1931,.

Son épitaphe est le suivant :
Il s'agit de la tombe de la défunte Khadija Adila, petite-fille de feu Reçid Pacha, grand-vizir d'autrefois et épouse de Sa Majesté Hussein ben Ali, roi du Hedjaz. Elle est morte sur l'île de Chypre le 4 du mois de Safar de l'année généreuse 1348 de l'Hégire. 